# 台糖順風牌內燃機車
台糖順風牌內燃機車，是台灣糖業公司現存柴液式內燃機車中年代最早的。現已全數停用。

## 概要
台灣糖業公司於1946年成立以後，除了修復遭到美軍轟炸受損的製糖設備外，同時購入新的糖業鐵路機車。1948年台糖公司向美國俄亥俄州普利茅斯的普利茅斯鐵路機車廠（Plymouth Locomotive Works，暫譯）購買15輛內燃機車，由該公司的 Fate-Root-Heath 廠製造。編號40-54號，命名為「順風牌」。動輪直徑 610 毫米，軸配置為三軸式（0-6-0）。原本使用 赫拉克勒斯发动机公司（Hercules Engine Corporation，暂译） 製造的汽油引擎，並曾經以酒精代替汽油做為燃料，輸出功率163馬力。1966年起台糖農業工程處將這批機車進行改造，改裝美國艾利斯-查默斯（Allis-Chalmers）的柴油引擎，輸出功率增加為185馬力。並使用至1991年停用。
本型機車在1990年的調查資料中全數配屬於新營糖廠。

## 保存狀況
- 目前已有4台順風牌機車解體。
- 烏樹林糖廠保留6台順風牌內燃機車，南靖糖廠、新營糖廠及溪州糖廠舊址也各保留一台。另有2台售予其他單位。
- 42和43號順風牌機車曾置於台中市台中港路（今改稱台灣大道）和惠中路口某家速食店成為某家飲料公司廣告用車，目前已還給台糖[2]。

## 圖片集

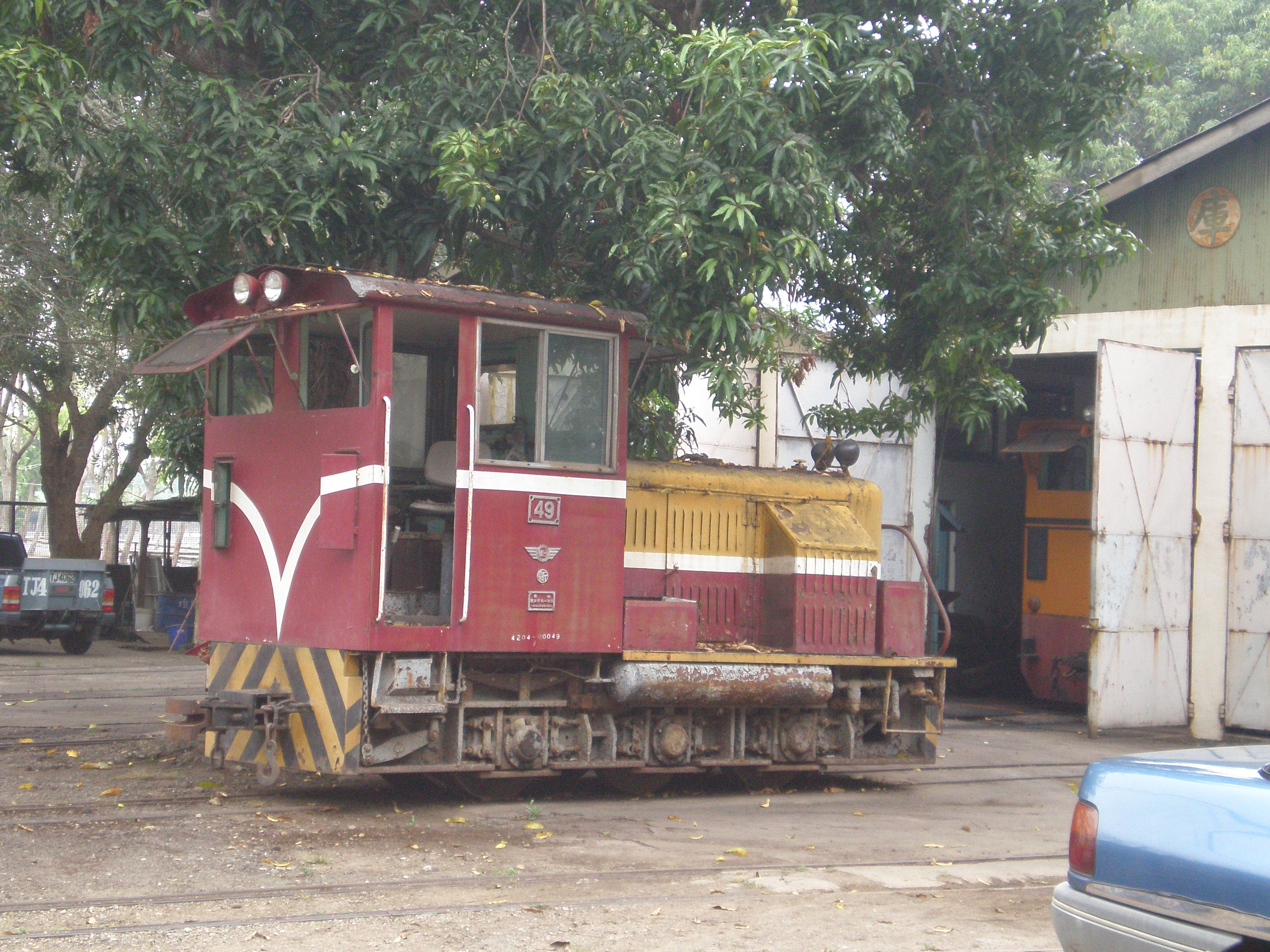
靜態保存於烏樹林糖廠的49號順風牌機車
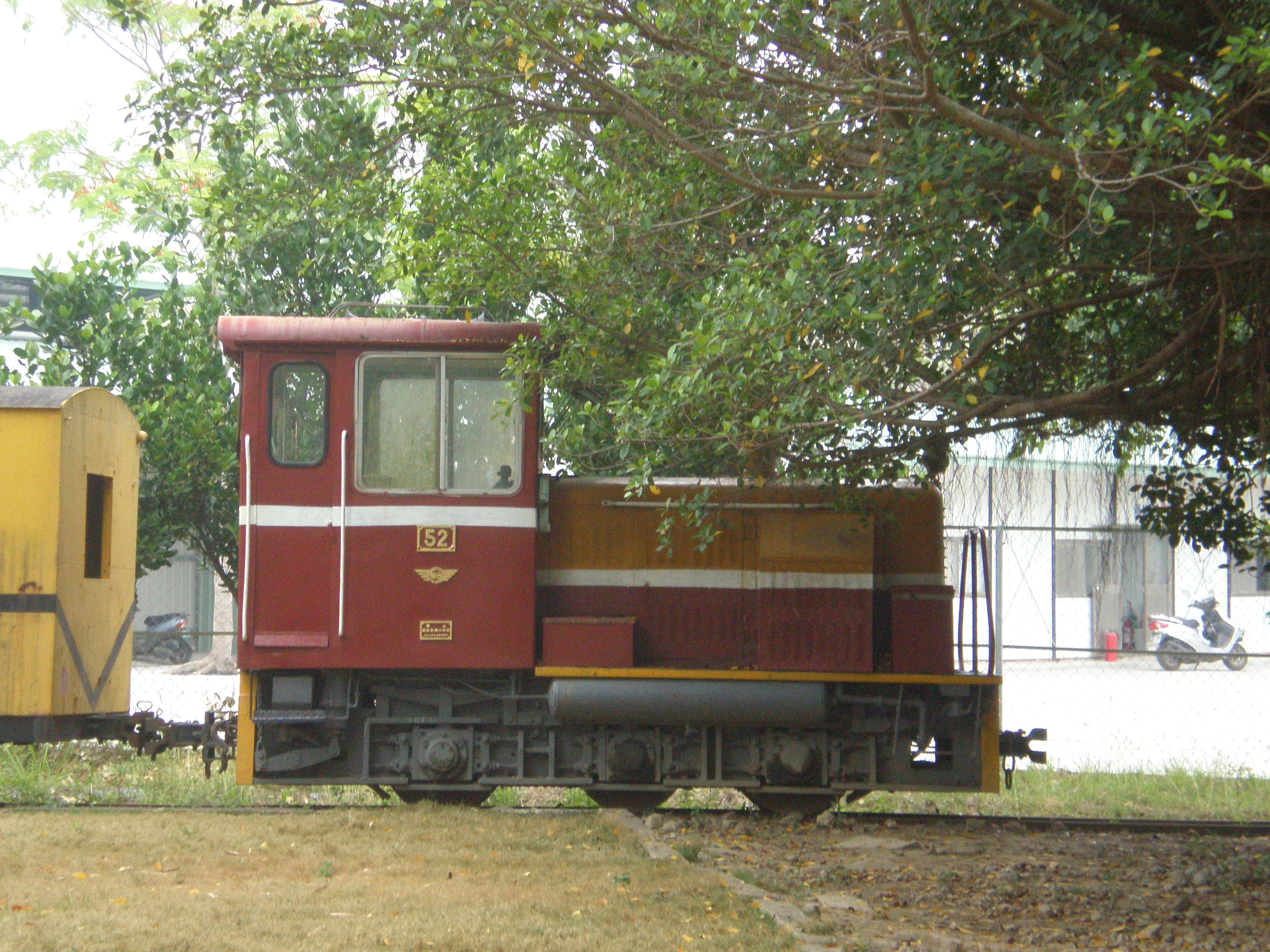
靜態保存於烏樹林糖廠的52號順風牌機車
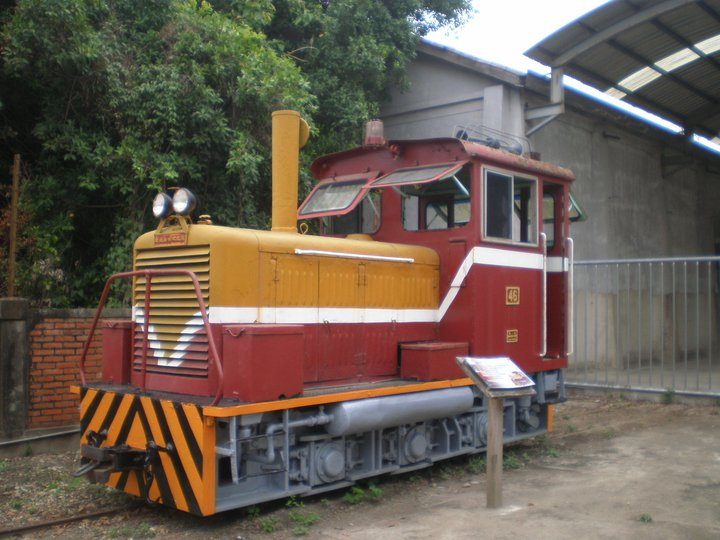
靜態保存於烏樹林糖廠的46號順風牌機車
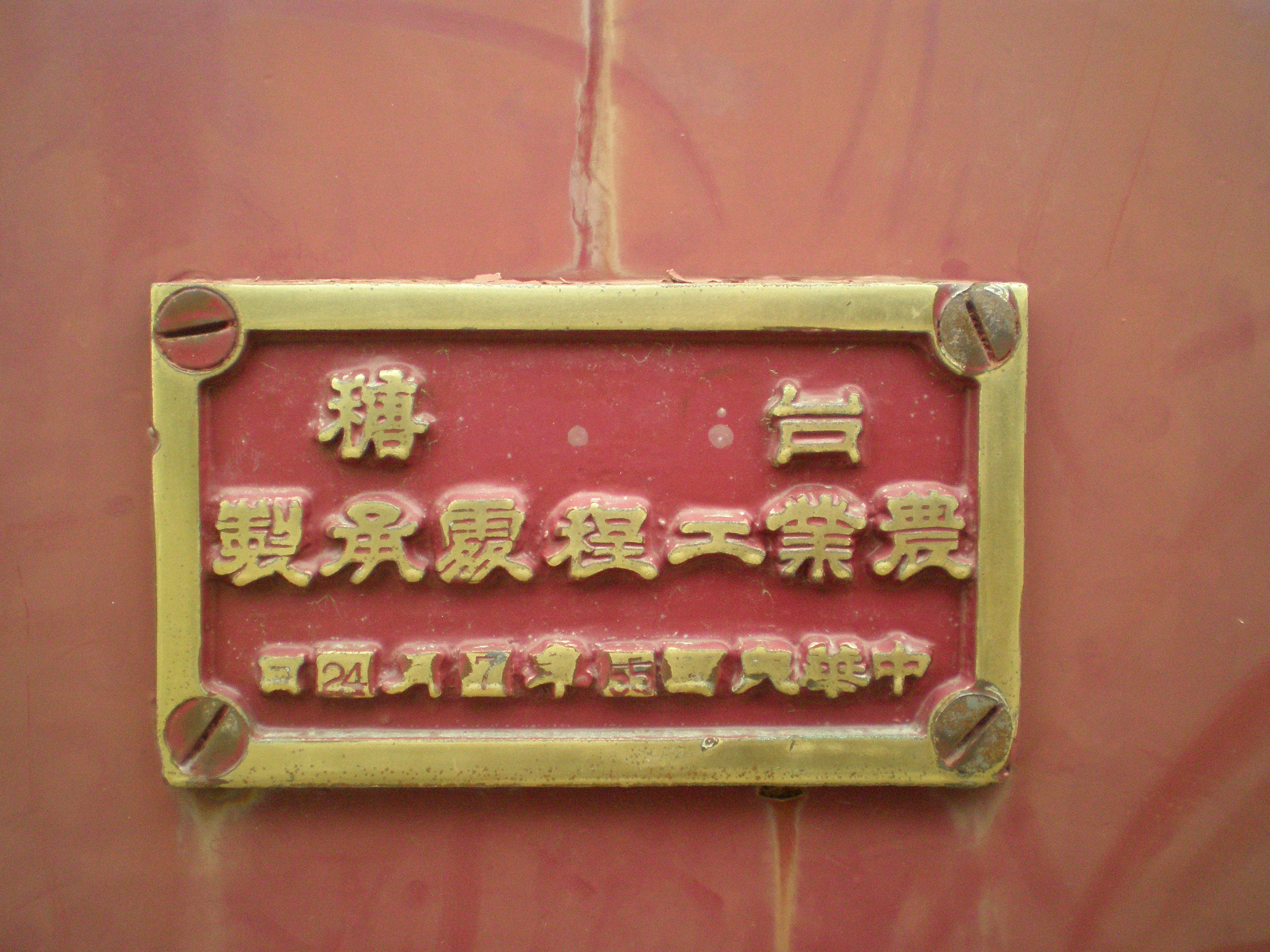
台糖農工處改造順風牌的銘板
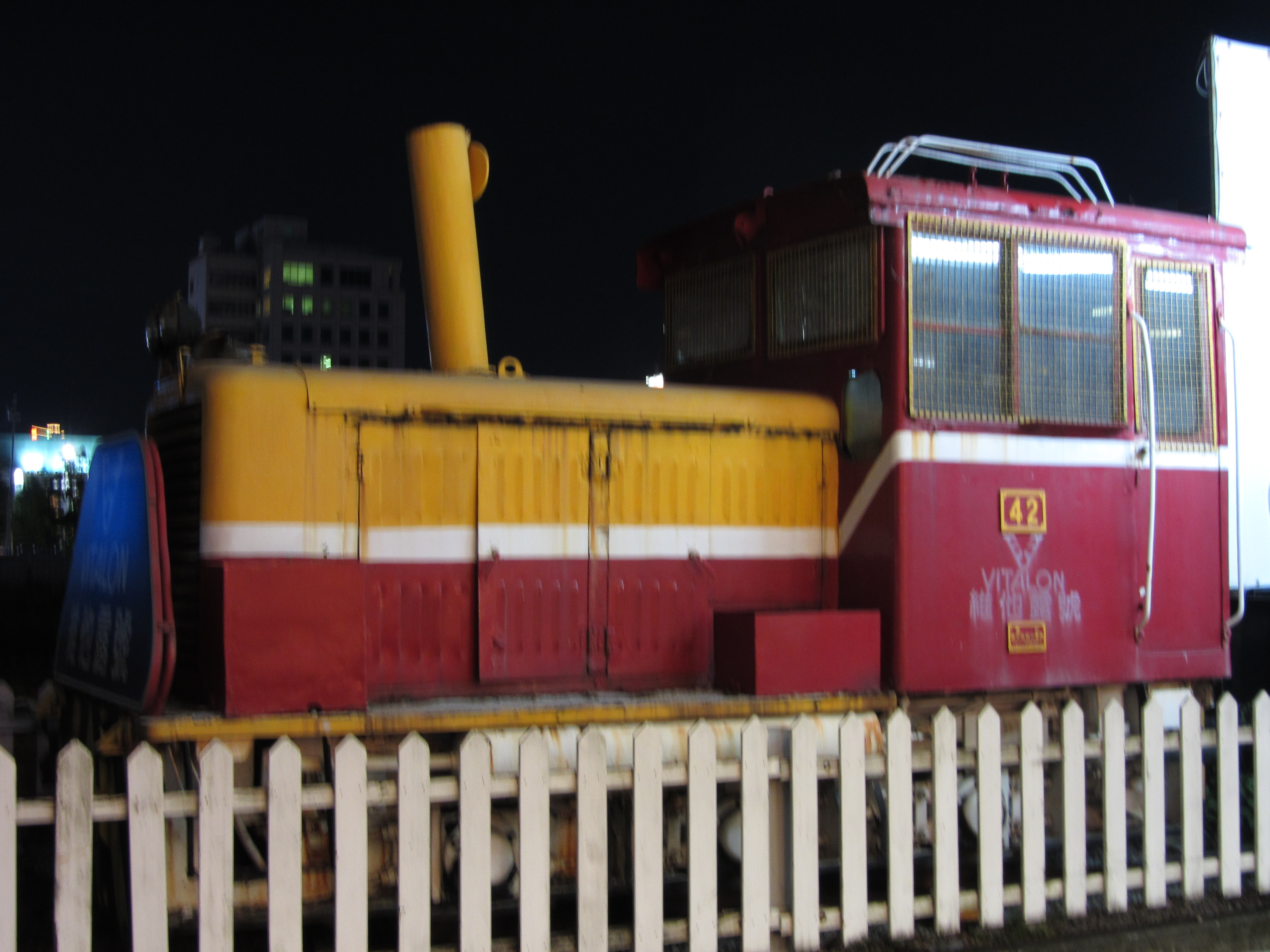
位於台中市的42號順風牌機車
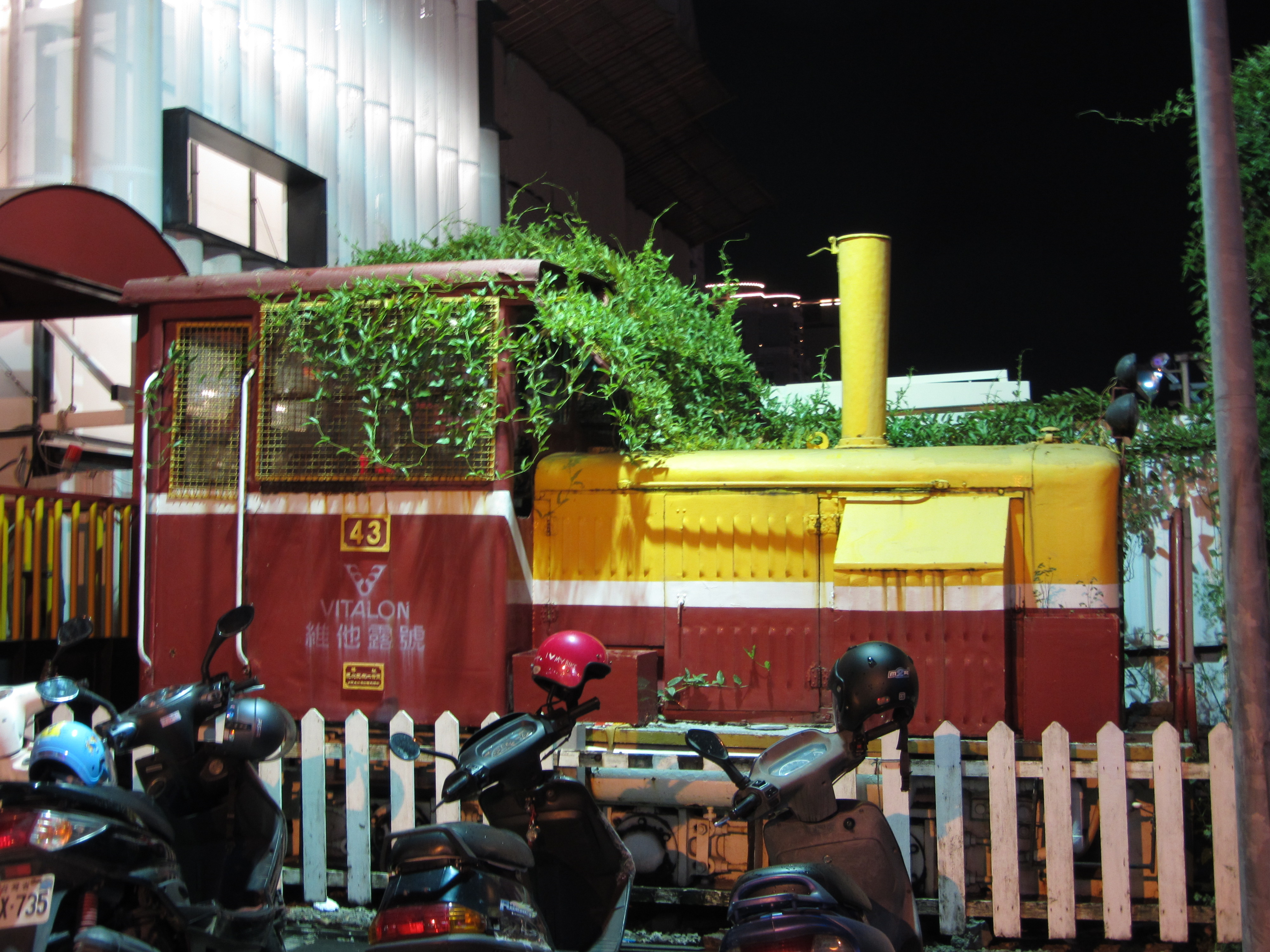
位於台中市的43號順風牌機車
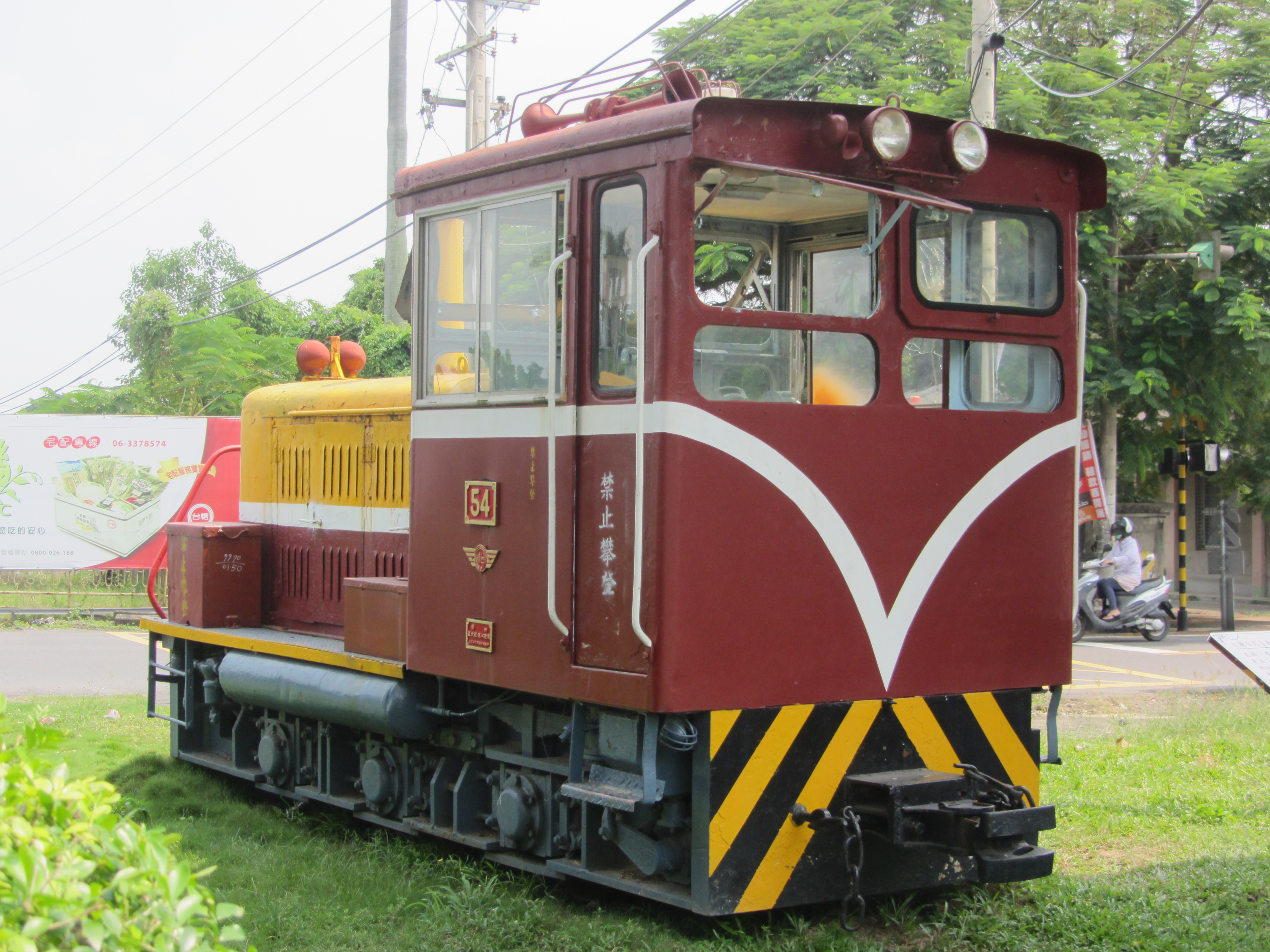
靜態保存於新營糖廠的54號順風牌機車

## 外部連結
- 臺糖鐵路內燃機車分布地點，街貓的鐵道網站